# Keith Ridgway
Keith Ridgway (Dublino, 2 ottobre 1965) è uno scrittore irlandese.

## Biografia
Nato a Dublino nel 1965, vive e lavora a Londra.
Dopo aver pubblicato il racconto lungo Horses nel 1997, ha esordito nella narrativa l'anno successivo con il romanzo The Long Falling, vincitore del Prix Femina Étranger nel 2001 e trasposto in pellicola nel 2011.
Autore di 5 romanzi e una raccolta di racconti, nel 2001 è stato insignito del Premio Rooney per la letteratura irlandese per Standard Time.
Il suo ultimo romanzo, A Shock, uscito a 9 anni di distanza dal precedente, il giallo Hawthorn and Child, ha vinto nel 2022 il James Tait Black Memorial Prize per la narrativa.
Suoi racconti e articoli sono apparsi in varie riviste quali il New Yorker.

## Opere

### Romanzi
- The Long Falling (1998)
- The Parts (2003)
- Animals (2006)
- Hawthorn and Child (2012), Roma, Castelvecchi, 2013 traduzione di Daniele Cianfriglia ISBN 978-88-7615-913-8.
- A Shock (2021)

### Raccolte di racconti
- Standard Time (2001)

### Racconti singoli
- Horses (1997)
- Goo Book (2011)
- The Spectacular (2012)
- Never Love a Gambler (2014)
- The Party (2021)

## Adattamenti cinematografici
- Où va la nuit, regia di Martin Provost (2011) dal romanzo The Long Falling

## Premi e riconoscimenti
Prix Femina Étranger
- 2001 vincitore con The Long Falling

Prix du premier roman étranger
- 2001 vincitore con The Long Falling

Premio Rooney per la letteratura irlandese
- 2001 vincitore con Standard Time

James Tait Black Memorial Prize
- 2021 vincitore nella sezione narrativa con A Shock